# Alejandro Gascón Mercado
Alejandro Gascón Mercado (Aután, municipio de San Blas, Nayarit, 3 de marzo de 1932 - 17 de febrero de 2005) fue un político socialista mexicano.
Fue presidente municipal de Tepic a principios de los años setenta de 1972 a 1975. Fue diputado federal en la XLVIII Legislatura del Congreso de la Unión de México por el Partido Popular Socialista.

## Política
Se inició en la política en el Partido Popular, que luego sería conocido como Partido Popular Socialista, organismo en el que fue secretario particular de Vicente Lombardo Toledano. En 1972 fue elegido presidente municipal de Tepic, Nayarit,y fue candidato a la gubernatura del mismo Estado en 1975 ambos cargos bajo las siglas por el PPS. 
A pesar de que el PRI, cuyo presidente nacional era Porfirio Muñoz Ledo, controlaba todo el aparato electoral estatal, la campaña de Gascón Mercado creció y en 1975 algunos  mencionan que obtuvo la mayoría de los votos de los electores para gobernador, realizó una amplia campaña  de denuncia del fraude no sólo en Nayarit sino en la capital del país.
La dirigencia del PPS cuyo presidente era el oaxaqueño Jorge Cruickshank García negoció su triunfo a cambio de una candidatura a senador por él; en repudio, Alejandro Gascón rompió con el Partido Popular Socialista. La fracción que se escinde funda el  Partido Popular Socialista Mayoritario, participó en los  intentos de  unificación de la izquierda en México que dieron como resultado el Partido Mexicano Socialista.
Finalmente, en 1977 creó el Partido del Pueblo Mexicano, con el que llegó a participar en diversas elecciones y pudo ser la segunda fuerza electoral en el estado de Baja California Sur. 
En 1979 el PPM, encabezado por Gascón Mercado; el Partido Socialista Revolucionario de Roberto Jaramillo Flores; el Movimiento de Acción y Unidad Socialista de Miguel Ángel Velasco y el Partido Comunista Mexicano de Arnoldo Martínez Verdugo, conformaron la Coalición de Izquierda, misma que compitió en las primeras elecciones federales posteriores a la reforma política en el año de 1979. Gracias a esto, la Coalición de Izquierda logró crear el Grupo Parlamentario  de Izquierda en la Cámara de Diputados de 1979 a 1982. 
A finales de la década de los 80, Gascón Mercado decidió no incorporarse al Partido de la Revolución Democrática, y mantuvo una organización política propia: el Partido de la Revolución Socialista, que llegó a participar en elecciones locales en los Estados de Baja California y Nayarit durante la década de los 90. 
Contendió nuevamente por la gubernatura de Nayarit en 1999 por el Partido del Movimiento Electoral del Pueblo, obteniendo un resultado muy lejano al de 1975, al ser rebasado por los candidatos del PRI (Lucas Vallarta) y del PAN (Antonio Echevarría Domínguez). Murió el 17 de febrero de 2005.